# Jesup (Georgia)
Jesup es una ciudad ubicada en el condado de Wayne en el estado estadounidense de Georgia. En el censo de 2000, su población era de 9.279.

## Demografía
En el 2000 la renta per cápita promedia del hogar era de $28,833, y el ingreso promedio para una familia era de $35,955. El ingreso per cápita para la localidad era de $15,144. Los hombres tenían un ingreso per cápita de $35,191 contra $20,571 para las mujeres.

## Geografía
Jesup se encuentra ubicado en las coordenadas 31°36′7″N 81°53′6″O / 31.60194, -81.88500 (31.601866, -81.885070).
Según la Oficina del Censo, la localidad tiene un área total de 42,9 km² (16,6 mi²), de la cual 42,8 km² (16,5 mi²) es tierra y 0,1 km² (0 mi²) (0.50%) es agua.